# Leptosiphon filipes
Leptosiphon filipes är en blågullsväxtart som först beskrevs av George Bentham, och fick sitt nu gällande namn av J.M. Porter och L.A. Johnson. Leptosiphon filipes ingår i släktet Leptosiphon och familjen blågullsväxter. Inga underarter finns listade i Catalogue of Life.